# Solověcký kámen
Solověcký kámen je památník obětem politických represí na Lubjanském náměstí v Moskvě.

## Historie
Památník obětem sovětských represí byl postaven v parku u Polytechnického muzea naproti budově NKVD (později KGB) v Moskvě na Lubjanském náměstí na objednávku výkonného výboru prvního demokratického moskevského sovětu zvoleného na jaře 1990. Místo pro památník bylo vybráno proto, že především v Lubjance byly podepisovány dokumenty pro masové zatýkání lidí obviněných z vlastizrady a z antikomunismu.

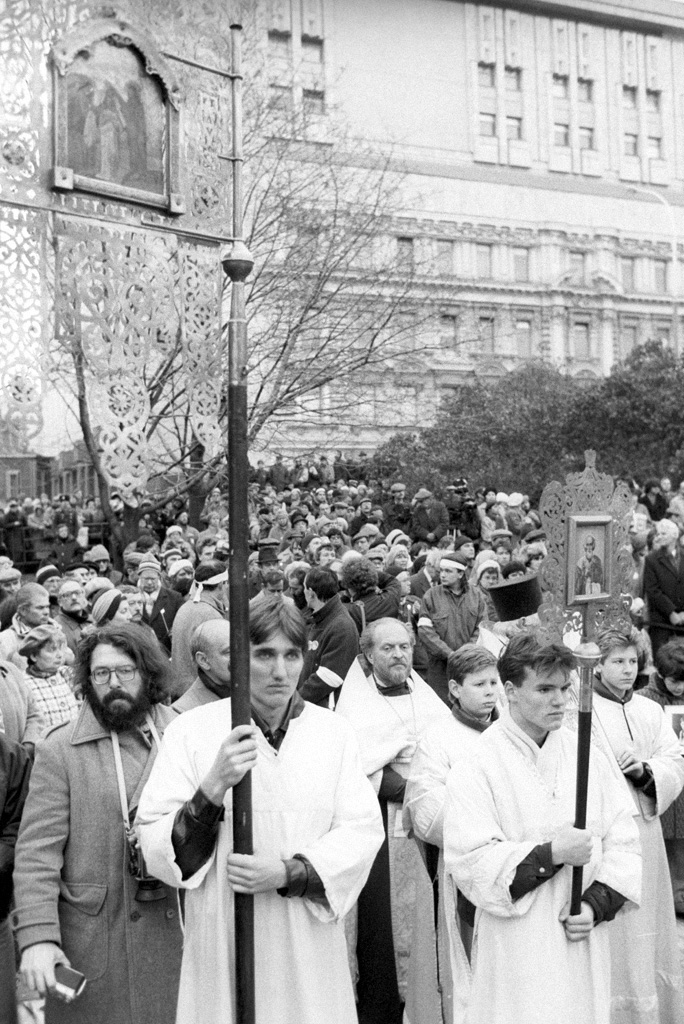
Při odhalení památníku stojí Gleb Jakunin ve druhé řadě uprostřed

Na tvorbě památníku se podílel architekt S. I. Smirnov, konstruktér V. J. Korsi a aktivisté společnosti Memorial, prostředky poskytl moskevský sovět.
Žulový valoun pochází z mola ve vsi Soloveckij, kde byl v letech 1919–1933 Solovecký tábor zvláštního určení (СЛОН) a v letech 1937–1939 Solovecká věznice zvláštního určení (СТОН). Kámen vybrali Michail Butorin (historik, novinář) a Gennadij Ljašenko (hlavní architekt Archangelska). Z Velkého soloveckého ostrova kámen převezla do Archangelska nákladní motorová loď Sosnovec, do Moskvy jej dopravili po železnici.
Památník byl odhalen 30. října 1990 naproti budově NKVD-MGB-KGB SSSR a památníku Felixe Dzeržinského, odstraněném po zhroucení Srpnového puče v roce 1991. Odhalení se zúčastnily tisíce lidí a 30. říjen byl poprvé oficiálně připomenut jako Den politického vězně (nyní Památný den obětí politických represí). Na mítinku promluvili dřívější političtí vězni Oleg Volkov, Anatolij Žigulin, Sergej Kovaljov.
Podstavec nese nápis: Этот камень доставлен обществом „Мемориал“ из Соловецкого лагеря особого назначения и установлен в память жертв тоталитарного режима.
Památník byl v roce 2008 prohlášen významným místem.

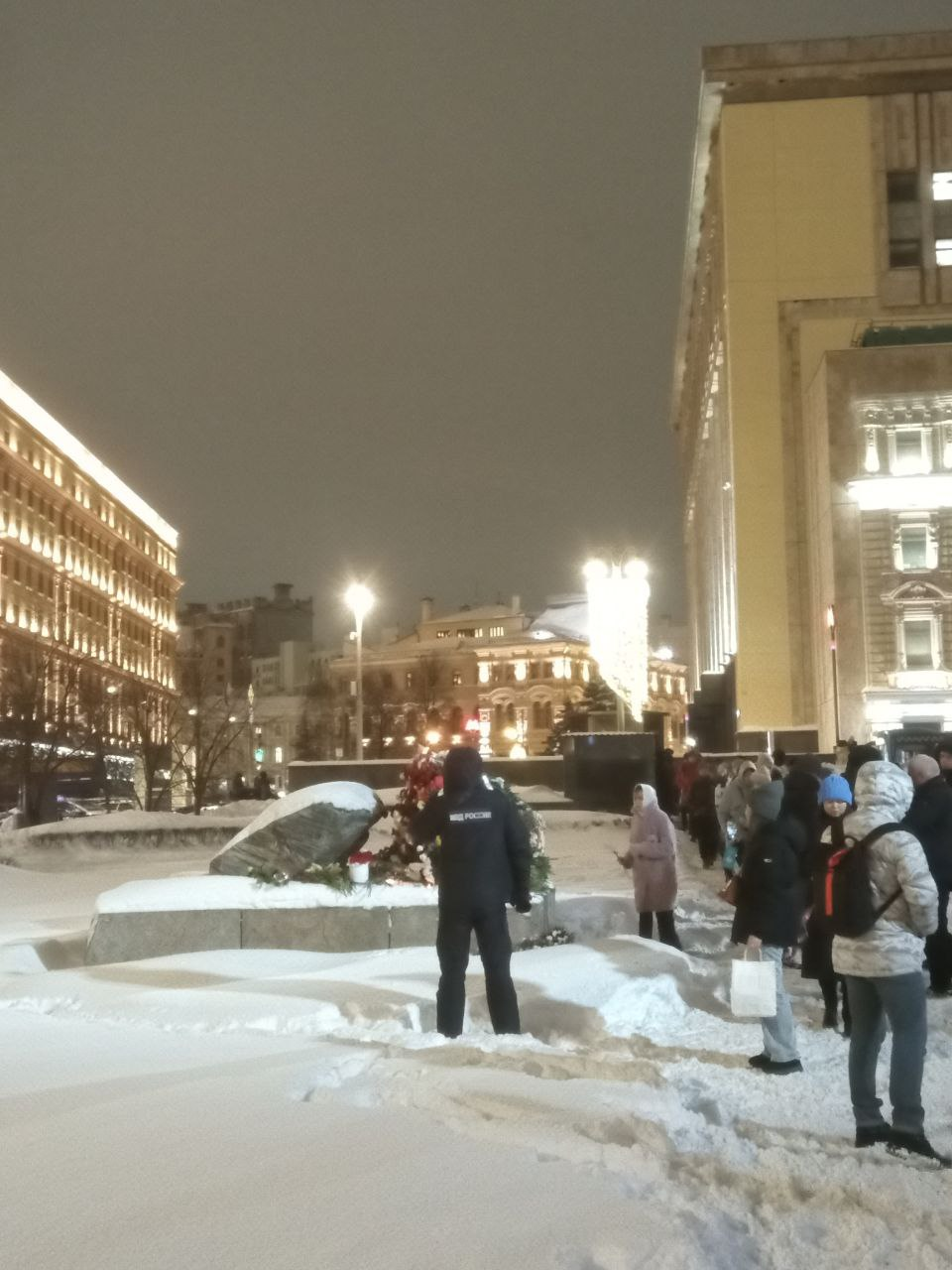
Lidé uctívají památku Alexeje Navalného dne 16. 2. 2024

V tisku se objevují zmínky, že Solověcký kámen je neoficiálním místem pro vyjádření politického protestu. V roce 2011 zde demonstrovali příznivci hnutí Jiné Rusko a Solidarnost. V prosinci 2012 prošla okolo kamene nepovolená opoziční akce Pochod svobody. Roku 2024 se stal jedním z hlavních pietních míst po úmrtí opozičního předáka Alexeje Navalného, který byl v té době ve výkonu politicky motivovaného trestu.